# Pachypodium rosulatum
Pachypodium rosulatum Baker, 1882 è una pianta della famiglia delle Apocinacee, endemica del Madagascar.

## Descrizione

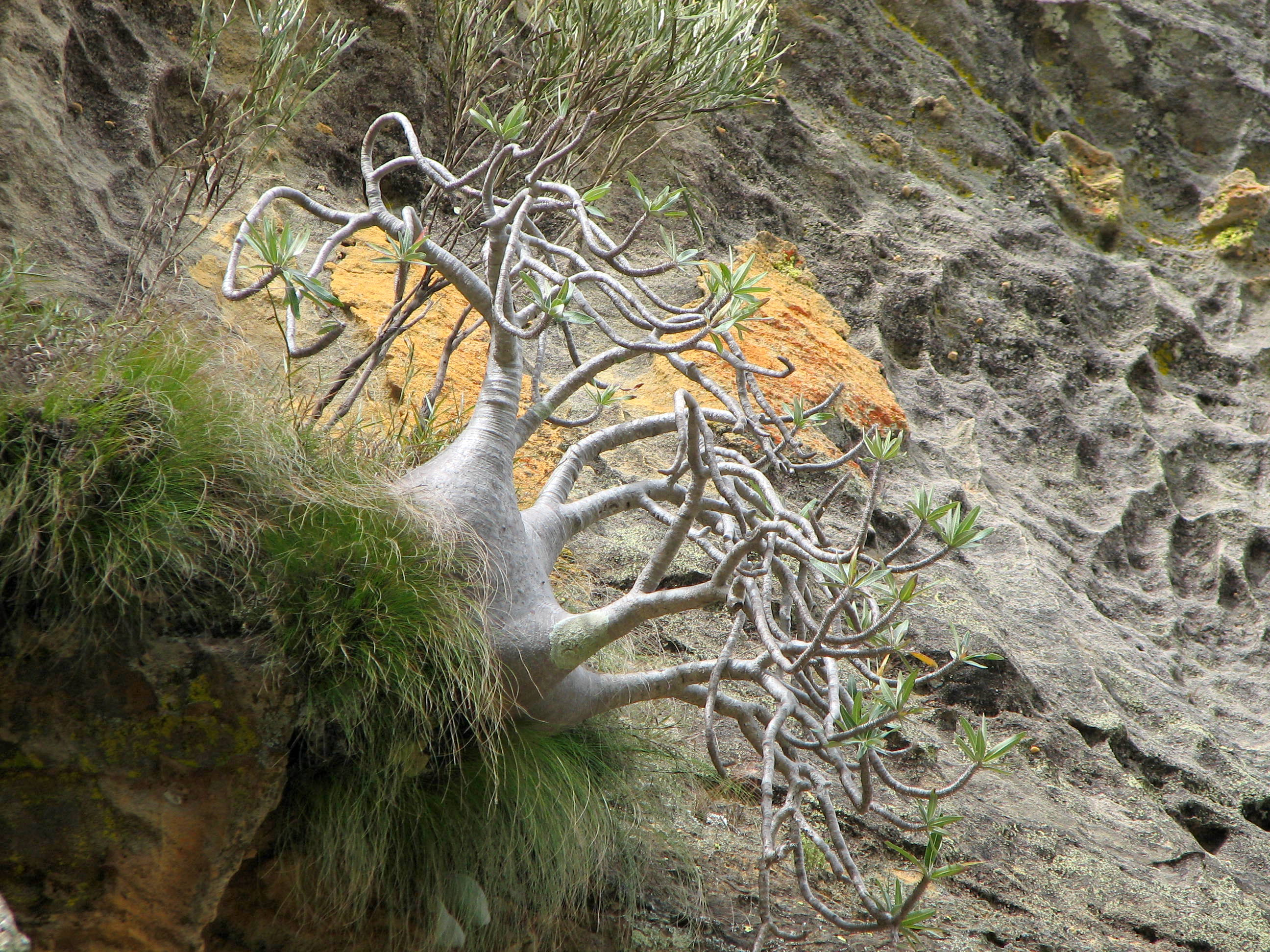
Pachypodium rosulatum Parco Nazionale dell'Isalo
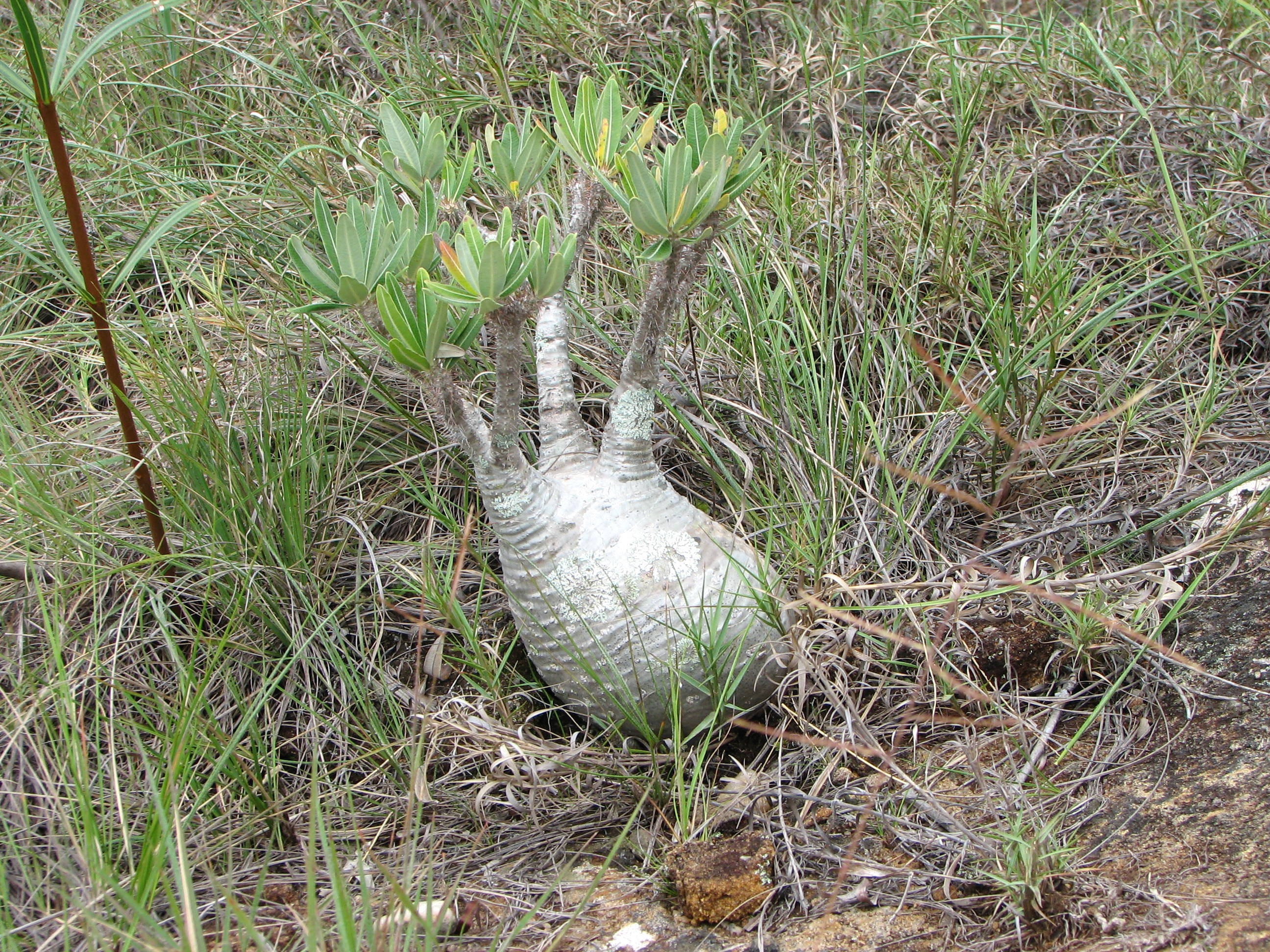
Pachypodium rosulatum Parco Nazionale dell'Isalo

## Tassonomia
Sono note le seguenti sottospecie:
- Pachypodium rosulatum subsp. rosulatum
- Pachypodium rosulatum subsp. bemarahense Lüthy & Lavranos
- Pachypodium rosulatum subsp. bicolor (Lavranos & Rapanarivo) Lüthy
- Pachypodium rosulatum subsp. cactipes (K.Schum.) Lüthy
- Pachypodium rosulatum subsp. gracilius (H.Perrier) Lüthy
- Pachypodium rosulatum subsp. makayense (Lavranos) Lüthy